# Carl Friedrich Heinze
Carl Friedrich Heinze (* 28. September 1788 in Dresden; † 10. Januar 1829 ebenda) war ein deutscher Beamter.

## Leben
Carl Friedrich Heinze wurde als Sohn des Kriegskammerrat Carl Gottlieb Heinze (* unbekannt; † 1827) geboren.
Er besuchte die Kreuzschule in Dresden und ließ hierbei eine besondere Begabung beim Erlernen von Sprachen erkennen, so dass er die französische, englische, italienische und lateinische Sprache erlernte.
1807 begann er ein Studium an der Universität Leipzig und kehrte nach dessen Beendigung 1811 nach Dresden zurück.
Er nahm als Generalstab-Sekretär an den Befreiungskriegen teil und war im Februar 1812 an den Feldzügen in Russland, 1813 an denen in Schlesien und 1814 an dem Feldzug gegen Frankreich teil und kehrte anschließend nach Dresden zurück.
1814 wurde er Sekretär beim Rat der Kriegsverwaltungskammer und späteren Staatsminister Anton von Carlowitz und begleitete diesen im September 1816 nach Paris, dort blieb er bis Ende Januar 1819.
1819 wurde er zum Legationssekretär ernannt und zur sächsischen Gesandtschaft nach Berlin versetzt, dort verblieb er bis 1821.
1821 erfolgte die Ernennung zum Ober-Postamtsrat in Leipzig, bis er im März 1825 in das Geheime Kabinett nach Dresden berufen wurde, in dem er den Posten des Geheimen Kabinettsregistrators bekleidete und den Titel Hofrat verliehen bekam.
1821 heiratete er in Leipzig Augusta Schütze und hatte mit dieser zwei Kinder.